# Prowincja Phayao
Phayao (taj. พะเยา) – jedna z prowincji (changwat) Tajlandii. Sąsiaduje z  prowincjami Nan, Phrae, Lampang i Chiang Rai oraz Laosem (prowincją Xaignabouli).